# Mohtseretjåhke

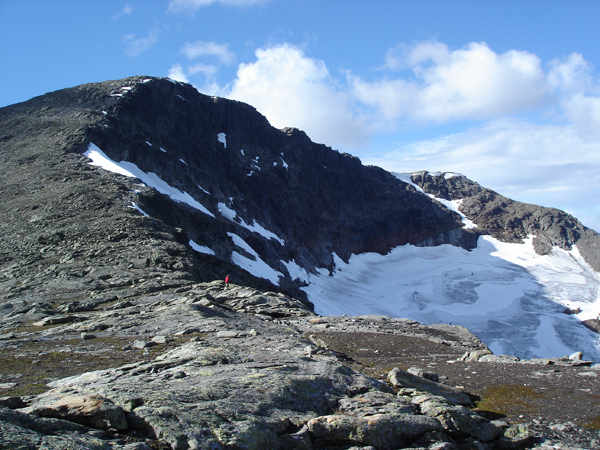
Den branta östväggen med en del av Tärnaglaciären

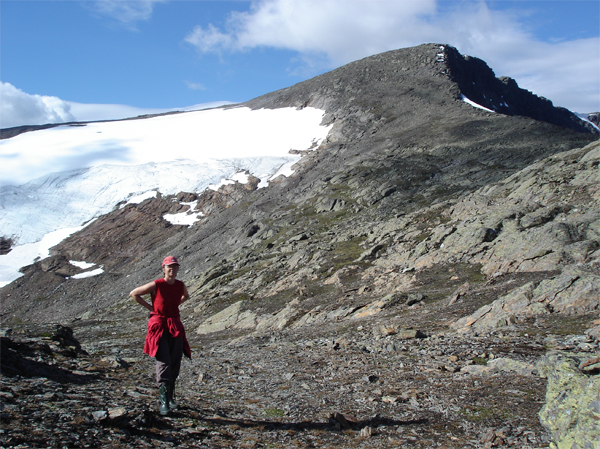
Mohtseretjåhkes topp

Mohtseretjåhke är ett centralt beläget fjällområde i Norra Storfjällsmassivet med en höjd av 1644 meter över havet, som ligger i Vindelfjällens naturreservat, Västerbottens län. Närmaste större orter är Tärnaby och Hemavan. Naturreservatet är ett av Europas mer framträdande när det gäller areal och höjdskillnader.
Mohtseretjåhkes omgivning är högalpin och präglad av glaciala former, som ändmoräner och glaciärnischer med glaciärer. Här finns också något så ovanligt som en bergsideglaciär. Västsidan av fjället är täckt av stora fält av klappersten, och dalgången Kobåsen tar sin början mellan Södra Sytertoppen, som med sina 1 685 meter över havet är Västerbottens näst högsta fjälltopp och Mohtseretjåhke. Omgivningarna erbjuder intressanta utsiktsplatåer mot den vidsträckta Tärnadalen. I väster framträder den norska fjällvärlden kring Okstindan mot horisontlinjen.
Mohtseretjåhkes centrala läge gör fjället lätt tillgängligt för vetenskapliga undersökningar. Östsidans topografi visar tydligt hur de glaciala krafterna verkat genom främst Tärnaglaciären, som skapat en djup nisch i fjället. Kanterna är skarpt formade och stupar brant ner mot istäcket under. För bergsklättrare erbjuder bergväggen upp mot toppen krävande passager. Förhållandena liknar de på Södra Sytertoppen.

## Ovanlig glaciärtyp
På södra sidan av fjället ligger Mohtsereglaciären, en bergsideglaciär. Den är den minsta av alla glaciärer i Vindelfjällens naturreservat, och täcker en yta av 0,15 km². Isen har en slät och jämn profil, och dess front ligger på ungefär 1380 meter över havet. Det mest framträdande draget i glaciären, är dess mäktiga ändmorän, som kan visa upp en drygt åtta meter hög vall av grus och sten.
Av forskare är det främst geologen Axel Gavelin som ägnat Mohtsereglaciären ett större intresse. När han i juli 1908 besökte området, var endast en ringa del av ändmoränen synlig i kanten på istäcket. I dag ligger marken blottlagd, och glaciären tunnas ut i rask takt.